# Our Cartoon President
Our Cartoon President (Animado presidente en España y Nuestro Presidente animado en Latinoamérica) es una serie animada televisiva para adultos estadounidense de Showtime que se estrenó el 11 de febrero de 2018.
La serie fue creada por Stephen Colbert e inspirada en los segmentos de su late night talk show The Late Show with Stephen Colbert. La serie está programada para ser producida por Colbert junto a R. J. Fried, Matt Lappin y Chris Licht.

## Premisa
Desde la cadena televisiva explicaron que la serie: «abre las puertas de la Casa Blanca para dar un vistazo en un día típico en el mundo de Donald Trump, examinando los detalles típicamente trumpianos de la presidencia y sus relaciones más importantes. Es un mundo en el que nadie está a salvo, desde familiares cercanos y confidentes hasta figuras políticas clave de ambos partidos y miembros de los medios, para aquellos que han vivido bajo una roca el año pasado».

## Reparto
- Jeff Bergman como Donald Trump
- Zach Cherry como Ben Carson
- Gabriel Gundacker como Stephen Miller

## Producción
En julio de 2017, Showtime anunció que dio luz verde a una serie de diez episodios sobre la vida en la Casa Blanca bajo el mando de Donald Trump.
Los productores ejecutivos incluyen a Colbert, Matt Lappin y Chris Licht, y el animador principal es Tim Luecke.